# 大乘無量壽經
大乘无量寿经，全一卷，译者佚名。此经载于《大正藏》第十九册，与宋朝法天翻译的《大乘圣无量寿决定光明王如来陀罗尼经》是同本异译。本经叙述了上方無量功德聚世界中無量智決定王如來，宣称只要闻其名号，念诵供奉十五句陀罗尼，就能“復得延年。滿足百歲”，死后可以往生“無量福智世界無量壽淨土”。
此经流行于唐代西北地区，有梵、藏、于阗、回鹘、突厥译本，由于本经主旨宣称有增寿功效，因此特别受吐蕃人尊奉。是当时举行佛事时必念诵、抄写的佛经。敦煌曾发现大量此经藏文写本。据统计敦煌出土的该经写本，汉文写本有889部，藏文写本有657部。
此经的于阗文译本是1910年史坦因在敦煌千佛洞发现的，于1912年刊行。1916年，德国学者瓦理瑟（M。　Walleser）对本经的梵藏汉三种版本进行对比研究，并德译全经，出版刊行。
近代法尊法师曾经将此经从藏文重新译出，名为《佛说圣者无量寿智大乘陀罗尼经》。